# Crocodile Hunter (film)
Pour plus de détails, voir Fiche technique et Distribution.
Crocodile Hunter (專釣大鱷, Juen diu daai ngok, litt. « Expert de la pêche aux gros crocodiles ») est une comédie d'action hongkongaise écrite, produite et réalisée par Wong Jing et sortie en 1989 à Hong Kong.
Elle totalise 10 880 861 HK$ de recettes au box-office.

## Synopsis
Le policier Happy Chiu (Andy Lau) est victime d'un accident qui le blesse grièvement et il est retiré de l'équipe d'élite des « Tigres volants ».
Ayant désespérément besoin d'argent pour payer l'opération de sa mère malade, il fait équipe avec Chuen (Alex Man (en)), surnommé « Mauvaise odeur », un autre policier à la recherche d'argent, pour retrouver et attraper une bande de voleurs de haute technologie ayant des primes sur leurs têtes . Ils sont aidés pour cela par Yuen Ying (Sandra Ng), la petite amie d'un pirate informatique qui travaille avec le gang.

## Fiche technique
- Titre original : 傲氣雄鷹
- Titre international : Crocodile Hunter
- Réalisation : Wong Jing
- Scénario : Wong Jing
- Photographie : Wingo Chan
- Montage : Kwok Ting-hung
- Musique : Lowell Lo
- Production : Wong Jing
- Société de production : Win's Movie Production
- Société de distribution : Win's Movie Production
- Pays d'origine :  Hong Kong
- Langue originale : cantonais
- Format : couleur
- Genre : comédie et action
- Durée : 101 minutes
- Dates de sortie :
  - Hong Kong : 5 octobre 1989
  - Taïwan : 7 octobre 1989
  - Corée du Sud : 11 août 1990

## Distribution
- Andy Lau : Happy Chiu
- Alex Man (en) : Chuen Mak-yuen, « Mauvaise odeur »
- Cheung Kwok-keung : Eugene Tak
- Sandra Ng : Yuen Ying
- Elvina Kong : Lam Ka-sin
- Lung Fong : Fu
- Lau Kong (en) : Wei
- Rosamund Kwan : la femme de Chuen Mak-yuen (caméo)
- Frankie Chan : Convulsion
- Shing Fui-on : Cheung
- Soh Hang-suen (en) : la mère de Happy Chiu
- Stephen Chan : un homme de main de Fu
- Kan Tat-wah : le Portugais
- Ricky Wong
- Ma Kai
- Foo Wang-tat : Lam
- Sherman Wong
- Jimmy Wong : le fils de Lam
- Charlie Cho (en) : Chu Li-yin
- Chan King : Lee Pang
- Eddie Maher : Crevette
- Liu Fan : un prisonnier
- Ronald Wong : Fink Fai
- Maria Cordero : l'assistante de Lam Ka-sin
- Tang Tai-wo : un invité de la fête
- Cheung Kwok-wah : un parent de Tak
- Yeung Jing-jing : un parent de Tak
- Lam Kai-wing : Rouge
- Cynthia Khan (scène coupée)
- Cheng Ka-sang : un parent de Tak
- Fan Chin-hung : un gangster